# Károly Kárpáti
Károly Kárpáti   (Eger, 2 de juliol de 1906 - Budapest, 23 de setembre de 1996), nascut Károly Kellner, va ser un lluitador hòngarès, que combinà la lluita grecoromana i la lluita lliure, que va competir durant les dècades de 1920 i 1930.
El 1928 va prendre part en els Jocs Olímpics d'Estiu d'Amsterdam, on fou quart en la competició del pes ploma del programa lluita grecoromana. Quatre anys més tard, als Jocs de Los Angeles, guanyà la medalla de plata en la prova del pes lleuger del programa lluita lliure. Perdé la final contra el francès Charles Pacôme. El 1936, als Jocs de Berlín, guanyà la medalla d'or en la mateixa prova, en guanyar a l'alemany Wolfgang Ehrl. En aquests Jocs fou un dels nou esportistes jueus que guanyà una medalla.
En el seu palmarès també destaquen el campionat d'Europa de 1930 i 1935 i un bronze el 1934 en estil lliure i una plata el 1927 i un bronze el 1930 en estil grecoromà. A nivell hongarès va guanyar deu campionats nacionals.
Durant la Segona Guerra Mundial, com a campió olímpic, inicialment quedà alliberat de ser internat en un camp de treballs forçats o als camps de concentració on s'havia enviat un gran nombre de la població jueva. Finalment, però, va ser arrestat i enviat a treballar a Nadvirna, Polònia i a l'oest d'Ucraïna. Mentre era allà, va presenciar l'assassinat del tirador d'esgrima i campió olímpic Attila Petschauer. Posteriorment va aconseguir amagar-se als boscos de Banki i a Pest amb la família i amics.
De 1950 a 1967 va ser seleccionador nacional hongarès. Des de 1945 fins a la seva mort també va ser membre del Comitè Olímpic Hongarès. El 1954 va ser nomenat jutge de lluita internacional.